# Nemesia fleckii
Nemesia fleckii là một loài thực vật có hoa trong họ Huyền sâm. Loài này được Thell. mô tả khoa học đầu tiên.